# Departament de Sucre
Sucre és un departament de Colòmbia. Es troba al nord del país a la regió Carib. Limita al nord i a l'orient amb el Bolívar, al nord-occident amb el Mar Carib, en el golf de Morrosquillo, al sud i occident amb el de Córdoba.
El departament adopta el nom d'Antonio José de Sucre en honor d'una de les figures cabdals per a la independència del Colòmbia. Es divideix en 24 municipis i 5 subregions. Els principals nuclis urbans són Sincelejo, Corozal, Tolú, San Marcos, Sampués i Sincé.

## Municipis
Sucre està dividit en cinc subregions natural que són les següents:
| La Mojana | Montes de María | Morrosquillo |
| --------- | --------------- | ------------ |
|           |                 |              |

| Sabanas | San Jorge |
| ------- | --------- |
|         |           |